# B・ブーム - ライヴ・イン・アルゼンチン
『B・ブーム - ライヴ・イン・アルゼンチン』(B'Boom: Live in Argentina)は、1995年に発表されたキング・クリムゾンのライブ・アルバム。1994年のライブを収録。

## 収録曲

### Disc1
1. ヴルーム  –  VROOOM
2. フレイム・バイ・フレイム  –  Frame By Frame
3. セックス、スリープ、イート、ドリンク、ドリーム  –  Sex Sleep Eat Drink Dream
4. レッド  –  Red
5. ワン・タイム  –  One Time
6. B'ブーム  –  B'Boom
7. スラック  –  THRAK
8. トゥー・スティックス  –  Improv - Two Sticks
9. エレファント・トーク  –  Elephant Talk
10. インディシプリン  –  Indiscipline

### Disc2
1. ヴルーム・ヴルーム  –  VROOOM VROOOM
2. 待ってください  –  Matte Kudasai
3. ザ・トーキング・ドラム  –  The Talking Drum
4. 太陽と戦慄  –  パートⅡ  –  Larks' Tongues In Aspic(Part II)
5. ハートビート  –  Heartbeat
6. スリープレス  –  Sleepless
7. ピープル  –  People
8. B'ブーム  –  B'Boom (reprise)
9. スラック  –  THRAK

## 参加ミュージシャン
- ロバート・フリップ
- エイドリアン・ブリュー
- トニー・レヴィン
- トレイ・ガン
- ビル・ブルーフォード
- パット・マステロット